# Emirado do Négede e Hasa
```
   |-
       |
Erro:
:  
valor não especificado para "
nome_comum
"

   |-
       | 
Erro:
:  
valor não especificado para "
continente
"
```

O Emirado do Néjede e Hasa foi a primeira iteração do terceiro estado saudita de 1902 a 1921. Também tem sido referido pelos historiadores como o Emirado de Riade. Foi uma monarquia liderada pela Casa de Saud.  O estado foi formado depois que as forças Sauditas tomaram Riade do controle do Emirado de Hail, liderado pela Casa de Raxidi, durante a Batalha de Riade. É um antecedente direto da atual Arábia Saudita. Hasa foi conquistada em 1913.